# Fateme cantà
Fateme cantà è un singolo del cantautore italiano Ultimo, pubblicato il 22 febbraio 2019 come secondo estratto dal terzo album in studio Colpa delle favole.

## Descrizione
Il brano è inteso come un manifesto dove il cantautore racconta in maniera diretta, senza figure retoriche, il proprio desiderio di fare musica con semplicità, in modo spontaneo. Il brano è cantato completamente in romanesco, dialetto che appartiene alla quotidianità del cantante nato e cresciuto nel quartiere romano di San Basilio. Il testo pone l'accento sugli effetti della popolarità e della sovraesposizione mediatica, sui contrasti tra la vita quotidiana e il successo improvviso e sulla voglia di Ultimo di portare al pubblico la propria musica senza però rendersi noti, mandando quindi avanti solo le proprie canzoni.

A proposito del brano, Ultimo ha rivelato:

## Video musicale
Il video musicale, diretto da Emanuele Pisano, è stato pubblicato in concomitanza all'uscita del brano attraverso il canale YouTube della Honiro, e ha visto la partecipazione di Antonello Venditti.

## Tracce
Testi e musiche di Niccolò Moriconi.
1. Fateme cantà – 4:11

## Classifiche
| Classifica (2019) | Posizione massima |
| ----------------- | ----------------- |
| Italia            | 12                |